# Erdwanzen
Erdwanzen (Cydnidae) sind eine Familie der Wanzen (Heteroptera) innerhalb der Teilordnung Pentatomomorpha. Von ihnen sind etwa 560 Arten in ca. 110 Gattungen bekannt. In Europa sind 63 Arten vertreten, von denen 19 auch in Mitteleuropa auftreten. Ihren deutschen Namen verdanken die Tiere ihrer Lebensweise. Viele Arten leben im Erdboden und sind an die grabende Lebensweise körperlich gut angepasst. Im Laufe der Geschichte ihrer Erforschung wurde die Zusammensetzung und taxonomische Stellung der Familie stark und kontrovers diskutiert und auch heute noch sind diese nicht vollends geklärt.

## Merkmale
Die Wanzen werden 2 bis 20 Millimeter lang. Die meisten Arten haben einen eiförmigen, gekrümmten, stark sklerotisierten Körper, der schwarz oder braun gefärbt ist und eine glatte, glänzende Oberfläche hat. Viele Arten haben Beine, die für das Graben modifiziert sind.
Der Kopf ist häufig breit und abgeflacht und ist quadratisch oder halbkreisförmig. Er und auch das Pronotum besitzen bei vielen Arten Dornen; diese sind umgewandelte Setae, die als mechanische Sinnesorgane dienen. Die Fühler sind fünfgliedrig. Die Hüften (Coxen) tragen distal abgeflachte Setae oder Borsten, die auf der Oberfläche der Schenkelringe (Trochanter) anliegen. Die Schienen (Tibien) sind mit zahlreichen langen Dornen versehen. Die dreigliedrigen Tarsen sind häufig zart und stark zurückgebildet. Am dritten bis siebten Sternum am Hinterleib sind Trichobothria ausgebildet, die in der Regel quer oder längs auf Höhe der Stigmen liegen. Die Stigmen am zweiten Hinterleibssegment liegen anders als bei den übrigen Segmenten auf einem membranösen Bereich seitlich am vorderen Teil des Sternums. Bei den Weibchen sind die achten Laterotergite verwachsen. Die Spermatheca der Männchen ist klein und hat zwei Flansche.
Die Nymphen haben ihre Duftdrüsenöffnungen am Hinterleib jeweils zwischen dem dritten bis sechsten Tergum. Bei einer Reihe von Arten sind die Nymphen am Hinterleib rot oder gelblich-weiß gefärbt.
Zwar gelten die Erdwanzen als verhältnismäßig primitive Gruppe der Pentatomoidea, dennoch besitzen viele Arten körperliche Anpassungen an das Leben im Erdboden. Dazu gehören der abgeflachte, vorne bedornte Kopf, die verbreiterten, abgeflachten und stark bedornten Vorderbeine, die glatte Körperoberfläche und die bei manchen Arten stark verdickten, kräftigen, stark bedornten Schenkel (Femora) der Hinterbeine. Bei vielen Individuen kann man an den Beinen, insbesondere an den spitz zulaufenden Vorderschienen, Abnutzungserscheinungen erkennen, die vermutlich aus der Grabtätigkeit resultieren. Die kammartigen Setae distal an den Hüften dienen vermutlich dazu zu verhindern, dass während des Grabens Staub oder ähnliches in das Gelenk zwischen Hüfte und Schenkelring eintritt. Die Richtigkeit dieser Vermutung vorausgesetzt würde dies bedeuten, dass das Graben ein ursprüngliches Merkmal darstellt, da sämtliche Arten der Familie – auch jene, die nicht graben – diese Setae besitzen. Bei vielen Arten ist ein Stridulationsorgan ausgebildet. Die Geräusche werden durch die Postcubitalader auf den Hemielytren und ein Tergum am Hinterleib erzeugt. Dabei handelt es sich vermutlich um ein plesiomorphes Merkmal der Pentatomoidea.

## Vorkommen
Die Familie ist weltweit verbreitet und besitzt ihre Verbreitungsschwerpunkte sowohl in den Tropen als auch in den gemäßigten Breiten.

## Lebensweise
Die Lebensweise der Erdwanzen ist nur unzureichend erforscht. Viele Arten leben im Erdboden und man findet die Imagines häufig in der Erde um Pflanzenwurzeln, an denen sie saugen (Cydninae). Die Weibchen legen ihre Eier auf dem Erdboden ab, die Nymphen leben ebenfalls im Erdboden. Man fand Vertreter der Familie sogar bis in eine Tiefe von ca. 1,5 Metern unter der Oberfläche. Von Scaptocoris castaneus ist dokumentiert, dass sie die Erde mit ihren sensenförmigen Vorderschienen vor sich abkratzt und mit den übrigen Beinen hinter sich schiebt und wieder verdichtet, sodass kein eigentlicher Gang entsteht, sondern sich die Tiere quasi nur in einer kleinen Kammer fortbewegen. Über die meisten Arten der Amnestinae ist kaum etwas bekannt, sie scheinen jedoch weniger an eine erdbewohnende Lebensweise gebunden zu sein, da man Vertreter mehrfach beim Abkeschern von Vegetation und unter Pflanzenteilen und Steinen fand. Sowohl Nymphen, als auch Imagines von Amnestus subferrugineus fand man in Panama im Guano von Fledermaushöhlen, weshalb man davon ausgeht, dass sie sich von Samen, die man darin findet, ernähren. Die Vertreter der Unterfamilie Sehirinae leben oben auf Pflanzen. In Nordamerika und Europa findet man sie vor allem auf Lippenblütlern (Lamiaceae), Raublattgewächsen (Boraginaceae) und verwandten Pflanzen. Von der Schwarzweißen Erdwanze (Tritomegas bicolor) ist bekannt, dass sie ihre Eier in Gelegen von mehr als 100 Stück in Kammern knapp unter der Erdoberfläche ablegt und das Weibchen diese nach der Ablage verteidigt. Die Weibchen betreiben ihre Brutpflege auch noch bei den jungen Nymphen, die sich gesellig um ihre Mutter scharen. Die Verteidigung umfasst das passive Sitzen auf dem Gelege, das gezielte Abschirmen vor Fressfeinden und auch das Reagieren auf ungünstige Umweltbedingungen, während derer das Weibchen die Eier an einen geeigneteren Ort transportiert. Die Weibchen übertragen bei manchen Arten außerdem Endosymbionten auf ihre Nachkommen.
Viele Arten können gut fliegen. Die Tiere fliegen nachts gerne, mitunter auch in großer Zahl künstliche Lichtquellen an, wodurch die einzelnen Arten verhältnismäßig gut taxonomisch erforscht sind. Teilweise sind die Flugzeiten der jeweiligen Arten sehr kurz und bei manchen Arten auch auf bestimmte Tageszeiten (z. B. erste Stunde nach Sonnenuntergang) begrenzt. Mit Hilfe ihrer Stridulationsorgane können die meisten Erdwanzen während der Paarung auch Zirplaute erzeugen. Bei den Männchen kann man Werbe- und Rivalengesänge hören, die Weibchen antworten auf den Gesang der Männchen. Durch die Geräusche werden Schwingungen auf das Substrat bzw. den Untergrund übertragen, die die Wanzen mit Rezeptoren in den Beinen wahrnehmen können. Geräusche werden aber auch bei Störung der Tiere erzeugt.
Mehr als zwei Dutzend Arten gelten in der Landwirtschaft als Schädlinge. Bedeutsamere landwirtschaftliche Schädlinge sind etwa Scaptocoris castanea an Wurzeln einer Vielzahl von Kulturpflanzen in Brasilien, Stibaropus indonesicusan Wurzeln von Zuckerrohr in Indonesien, Atarsocoris brachiariae an Wurzeln von Weidegräsern in Brasilien, Byrsinus varians an Perlhirse in Indien, Microporus nigrita an Wurzeln von Kulturpflanzen auf sandigen Böden in Europa, Panagaeus bilineatus an Kulturpflanzen, vor allem Erdnüssen, in den USA.

## Galerie

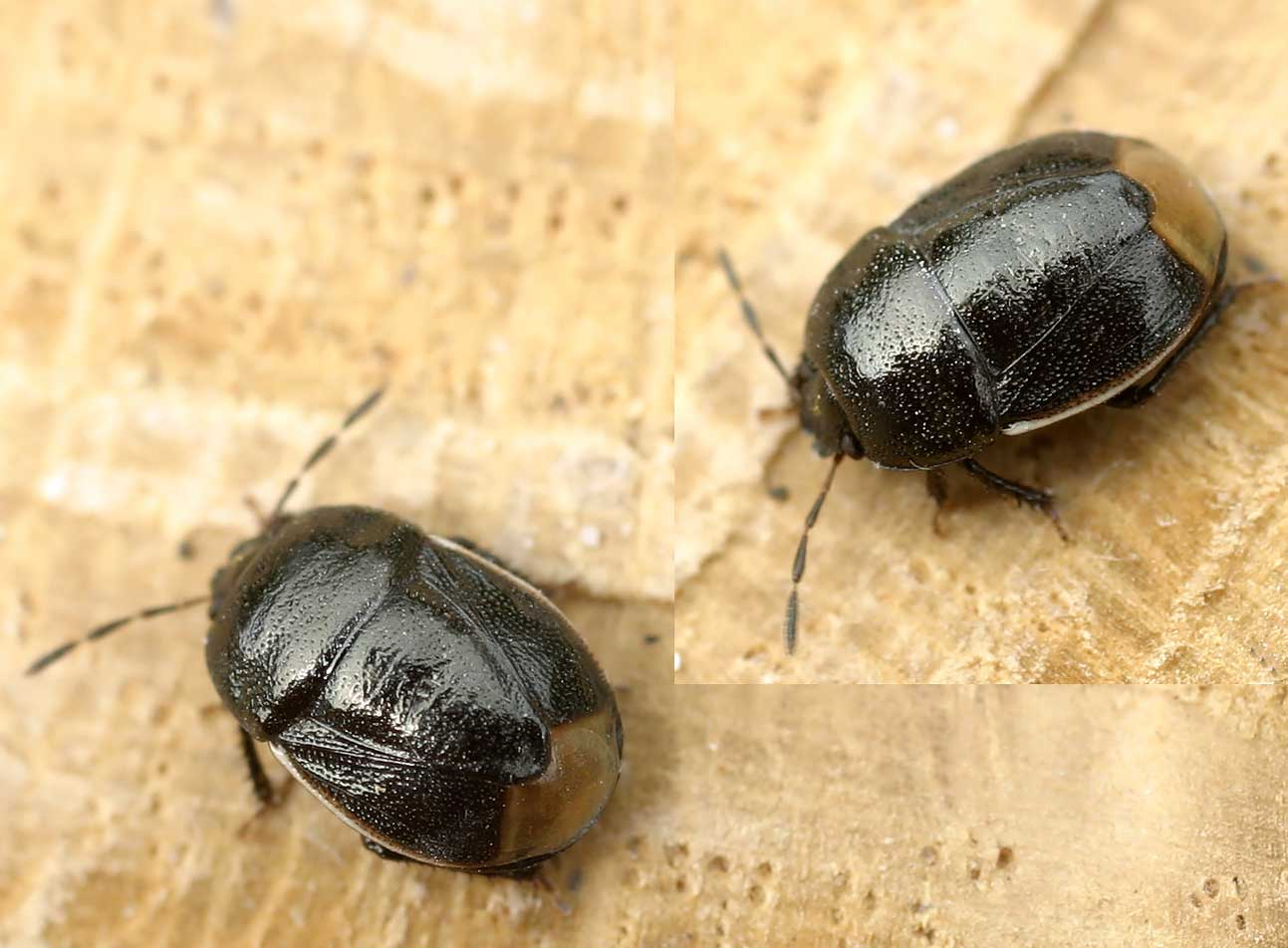
Blauschwarze Erdwanze (Canthophorus dubius)
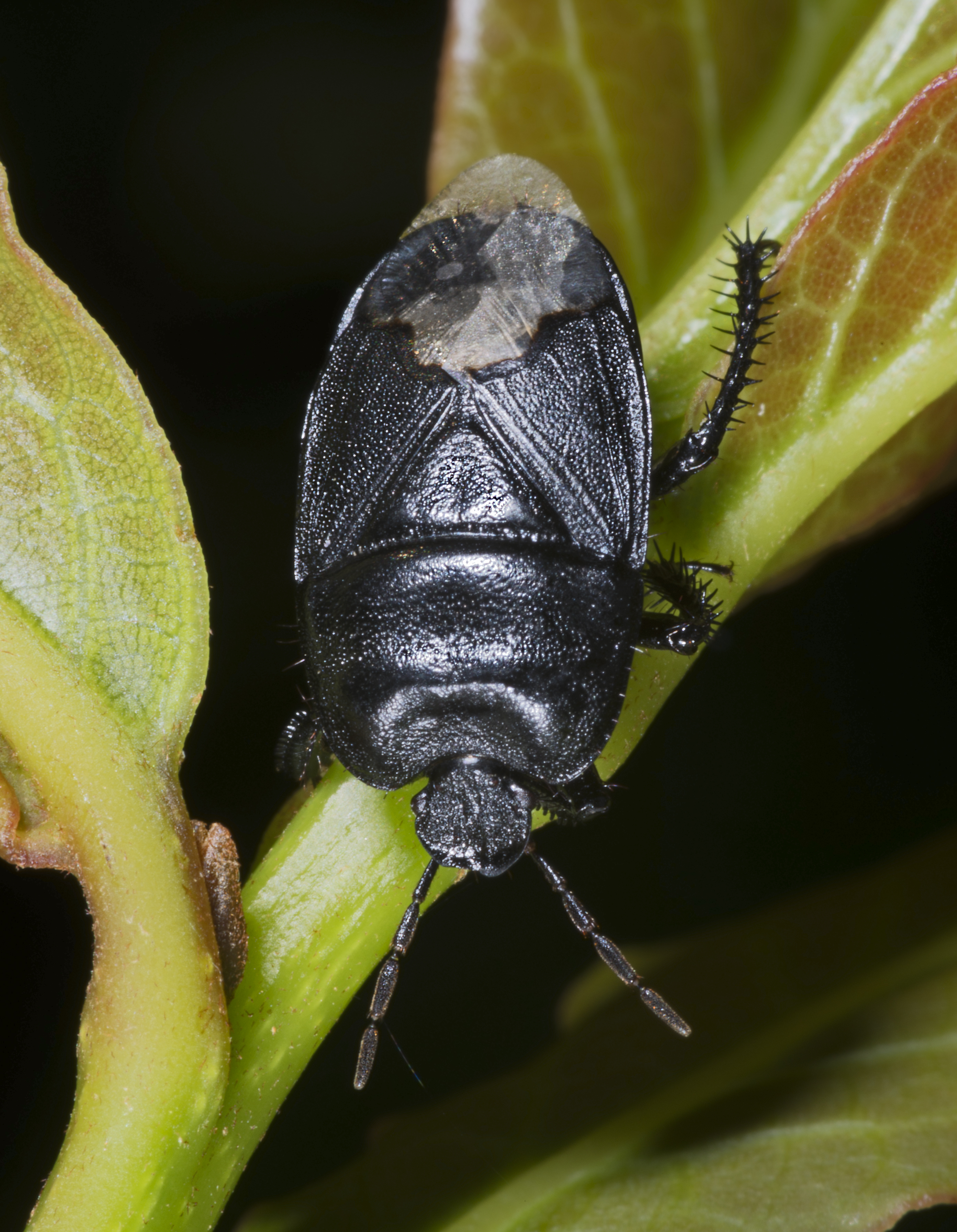
Cydnus aterrimus
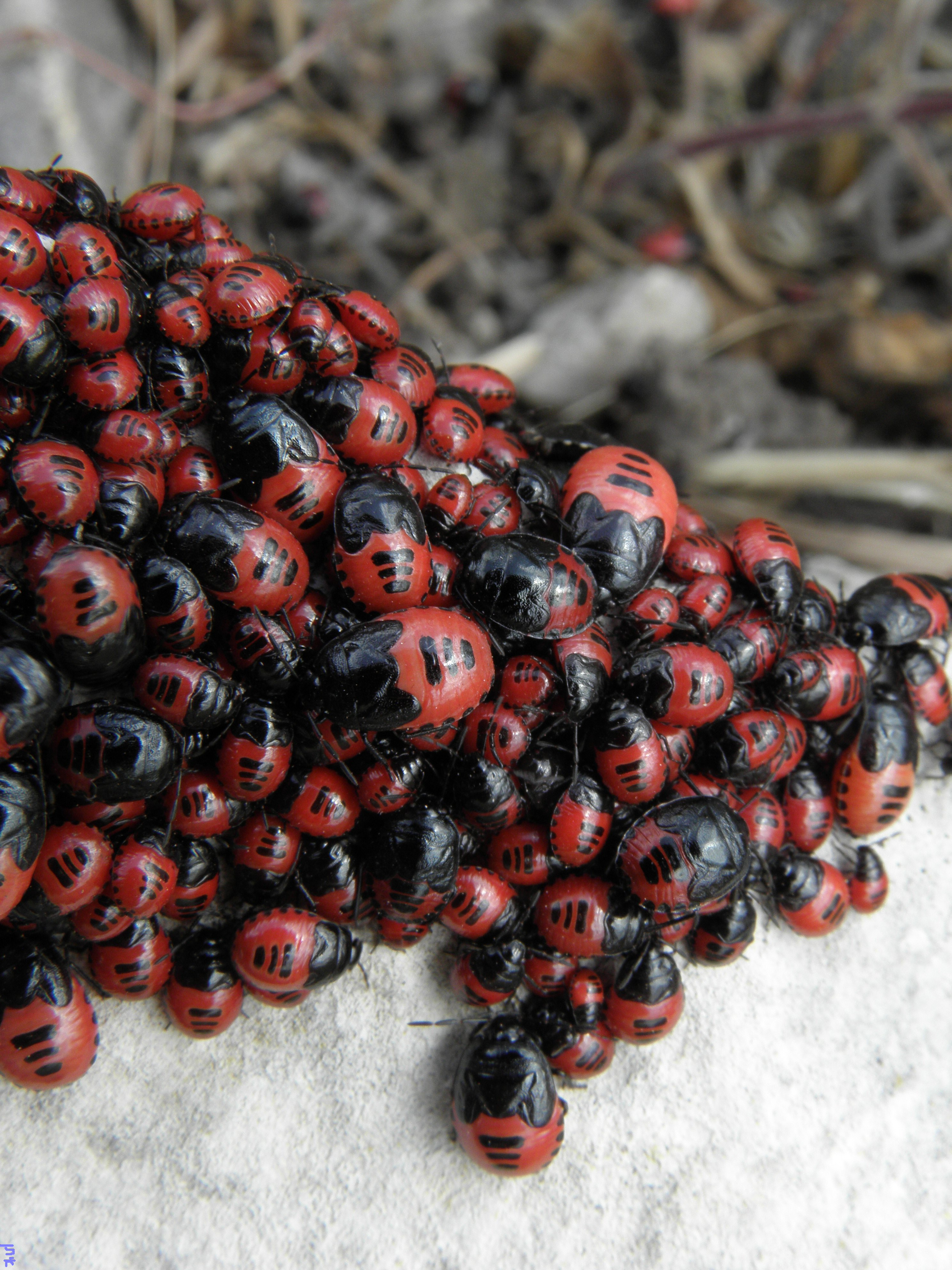
Eine Aggregation von Nymphen von Canthophorus melanopterus

## Taxonomie und Systematik
Die Erdwanzen (Cydnidae) sind wohl jenes Taxon der Pentatomoidea, das im Laufe der Geschichte ihrer Erforschung am kontroversesten diskutiert wurde. Die Familie wurde 1820 von Gustaf Johan Billberg erstbeschrieben. Amyot & Serville unterteilten die Gruppe erstmals 1843 in zwei Unterfamilien (Cydninae und Sehirinae). Froeschner erkannte 1960 bereits fünf, Dolling im Jahr 1981 acht Unterfamilien an. Letzterer schloss die Thyreocorinae und die bis dahin als Familie innerhalb der Lygaeoidea betrachteten Thaumastellidae als Unterfamilien ein. Lis unterteilte die Familie in seinen Arbeiten aus den Jahren 1994 bis 2001 in sieben Unterfamilien, wobei er eine neue Unterfamilie, die Cephalocteinae mit den beiden Tribus Cephalocteini und Scaptocorini (vormals eigene Unterfamilie) aufstellte. Schuh & Slater (1995) betrachteten zwar die Thyreocorinae und die von Schaefer et al. 1988 ergänzten Parastrachiinae als Unterfamilien der Erdwanzen, sahen die Thaumastellidae jedoch Jacobs (1989) folgend als eigenständige Familie. Weitere Autoren schlugen davon wiederum abweichende Klassifikationen vor. Eine Untersuchung anhand von morphologischen Merkmalen und DNA-Sequenzen aus dem Jahr 2008 durch Grazia et al. bestätigte zwar anhand der morphologischen Merkmale die Sichtweise von Dolling (1981), konnte diese jedoch bei den übrigen Analysen nicht bestätigen. Es zeigte sich jedoch auch keine deutliche Alternative, wobei auf Grund unzureichenden DNA-Materials einiger fraglicher Unterfamilien bei der Untersuchung angemerkt wurde, dass die Monophylie der Cydnidae sensu Dolling zwar in Frage zu stellen sei, dafür jedoch noch genauere Untersuchungen notwendig seien.
Im Ergebnis wurde durch Grazia et al. eine vorläufige Betrachtung der Thaumastellidae und der Corimelaenidae (inklusive Parastrachiinae als Unterfamilie und die Gattungen der ehemaligen Thyreocorinae) als eigenständige Familien innerhalb der Pentatomoidea vorgeschlagen, da diese hauptverantwortlich für die Paraphylie der Cydnidae sensu Dolling wären. Entsprechend würden die Cydnidae unter Berücksichtigung von Lis, korrigiert durch Grazia et al. aus folgenden verbleibenden Unterfamilien und Tribus bestehen:
- Unterfamilie Amnestinae. nur eine rezente Gattung Amnestus, (Nearktis und Neotropis)
- Unterfamilie Cydninae (weltweit)
  - Tribus Cydnini
  - Tribus Geotomini
- Unterfamilie Garsauriinae 3 Gattungen. (Tropen der östlichen Hemisphäre, nördlich bis Japan)[8][9]
- Unterfamilie Sehirinae (Paläarktis, Afrika, eine Art in Nordamerika)
  - Tribus Amaurocorini
  - Tribus Sehirini
- Unterfamilie Cephalocteinae (Süd- und Mittelamerika, Afrika, Südeuropa, Süd- und Ostasien, Australien)[10]
  - Tribus Cephalocteini
  - Tribus Scaptocorini

## Arten in Europa
Folgende Arten kommen in Europa vor:
- Adomerus biguttatus (Linnaeus, 1758)
- Aethus hispidulus (Klug, 1845)
- Aethus pilosus (Herrich-Schäffer, 1834)
- Alonips intrusus (Wagner, 1953)
- Amaurocoris curtus (Brullé, 1838)
- Byrsinus albipennis (A. Costa, 1853)
- Byrsinus balcanicus (Josifov, 1986)
- Byrsinus flavicornis (Fabricius, 1794)
- Byrsinus fossor (Mulsant & Rey, 1866)
- Byrsinus fuscipes (Mulsant & Rey, 1866)
- Byrsinus laticollis (Wagner, 1954)
- Byrsinus pallidus (Puton, 1887)
- Byrsinus pilosulus (Klug, 1845)
- Byrsinus rugosus (Jakovlev, 1874)
- Byrsinus syriacus (Horvath, 1917)
- Canthophorus dubius (Scopoli, 1763) – Blauschwarze Erdwanze
- Canthophorus fuscipennis (Horvath, 1899)
- Canthophorus impressus (Horvath, 1881)
- Canthophorus maculipes (Mulsant & Rey, 1852)
- Canthophorus melanopterus (Herrich-Schäffer, 1835)
- Canthophorus mixtus Asanova, 1964
- Canthophorus niveimarginatus Scott, 1874
- Cephalocteus scarabaeoides (Fabricius, 1803)
- Crocistethus aeneus (Brullé, 1838)
- Crocistethus basalis (Fieber, 1861)
- Crocistethus waltlianus (Fieber, 1837)
- Cydnus aterrimus (Forster, 1771)
- Exosehirus steini (Signoret, 1884)
- Fromundus pygmaeus (Dallas, 1851)
- Geotomus angustus Wagner, 1953
- Geotomus brunnipennis Wagner, 1953
- Geotomus ciliatitylus Signoret, 1881
- Geotomus elongatus (Herrich-Schäffer, 1840)
- Geotomus longicornis Wagner, 1953
- Geotomus petiti Wagner, 1954
- Geotomus punctulatus (A. Costa, 1847)
- Geotomus regnieri Vidal, 1937
- Legnotus fumigatus (A. Costa, 1853)
- Legnotus limbosus (Geoffroy, 1785)
- Legnotus picipes (Fallen, 1807)
- Linospa orbicularis (Jakovlev, 1885)
- Macroscytus brunneus (Fabricius, 1803)
- Microporus nigrita (Fabricius, 1794)
- Ochetostethus balcanicus Wagner, 1940
- Ochetostethus heissi Magnien, 2006
- Ochetostethus melonii Rizzotti Vlach, 2000
- Ochetostethus nanus (Herrich-Schäffer, 1834)
- Ochetostethus opacus (Scholtz, 1847)
- Ochetostethus pygmaeus (Rambur, 1839)
- Ochetostethus tarsalis (Mulsant & Rey, 1852)
- Sehirus aeneus Walker, 1867
- Sehirus cypriacus Dohrn, 1860
- Sehirus luctuosus Mulsant & Rey, 1866
- Sehirus morio (Linnaeus, 1761)
- Sehirus ovatus (Herrich-Schäffer, 1840)
- Sehirus parens Mulsant & Rey, 1866
- Singeria brevipennis Wagner, 1955
- Stibaropus henkei (Jakovlev, 1874)
- Tritomegas bicolor (Linnaeus, 1758) – Schwarzweiße Erdwanze
- Tritomegas micans (Horvath, 1899)
- Tritomegas rotundipennis (Dohrn, 1862)
- Tritomegas sexmaculatus (Rambur, 1839)
- Tritomegas theryi (Lindberg, 1932)

## Weitere Arten
Eine Auswahl außereuropäischer Arten:
- Sehirus cinctus (Palisot, 1811)

## Fossile Belege
Die ältesten fossilen Cydnidae stammen aus der älteren Kreide, aufgrund von Unsicherheiten in der Datierung möglicherweise auch schon aus dem jüngeren Jura. Sie werden der Unterfamilie Amnestinae zugeordnet. Eine weitere fossile Art, möglicherweise ebenfalls eine Amnestinae, stammt aus der ebenfalls kreidezeitlichen Santana-Formation Brasiliens.
Erdwanzen wurden in Dominikanischem Bernstein identifiziert. Das Alter dieses Bernsteins liegt zwischen 25 und 40 Millionen Jahren (Unteres Miozän bis Eozän). Die Konservierung bodenbewohnender Organismen in Bernstein ist ungewöhnlich und geht vermutlich auf sehr starken Harzfluss des "Dominikanischen Bernsteinbaumes" zurück, sodass zähflüssige Harzklumpen zu Boden fielen und dort lebende Organismen eingeschlossen wurden.

## Belege